# Конівська сільська рада (Старосамбірський район)
Конівська сільська рада — орган місцевого самоврядування у Старосамбірському районі Львівської області. Адміністративний центр — село Конів.

## Населені пункти
Сільській раді підпорядковані населені пункти:
- с. Конів
- с. Товарна

## Склад ради
Рада складається з 16 депутатів та голови.

### Керівний склад попередніх скликань
| ПІБ                       | Основні відомості                                                                              | Дата обрання | Дата звільнення |
| ------------------------- | ---------------------------------------------------------------------------------------------- | ------------ | --------------- |
| Громіш Роман Євстахієвич  | Сільський голова, 1961 року народження, освіта середня спеціальна, безпартійний                | 26.03.2006   | 31.10.2010      |
| Громіш Роман Євстахійович | Сільський голова, 1961 року народження, освіта середня спеціальна, член Народного Руху України | 31.10.2010   |                 |

Примітка: таблиця складена за даними джерела